# Cyrtothyrea testaceoguttata
Cyrtothyrea testaceoguttata är en skalbaggsart som beskrevs av Blanchard 1850. Cyrtothyrea testaceoguttata ingår i släktet Cyrtothyrea och familjen Cetoniidae. Inga underarter finns listade i Catalogue of Life.

## Bildgalleri

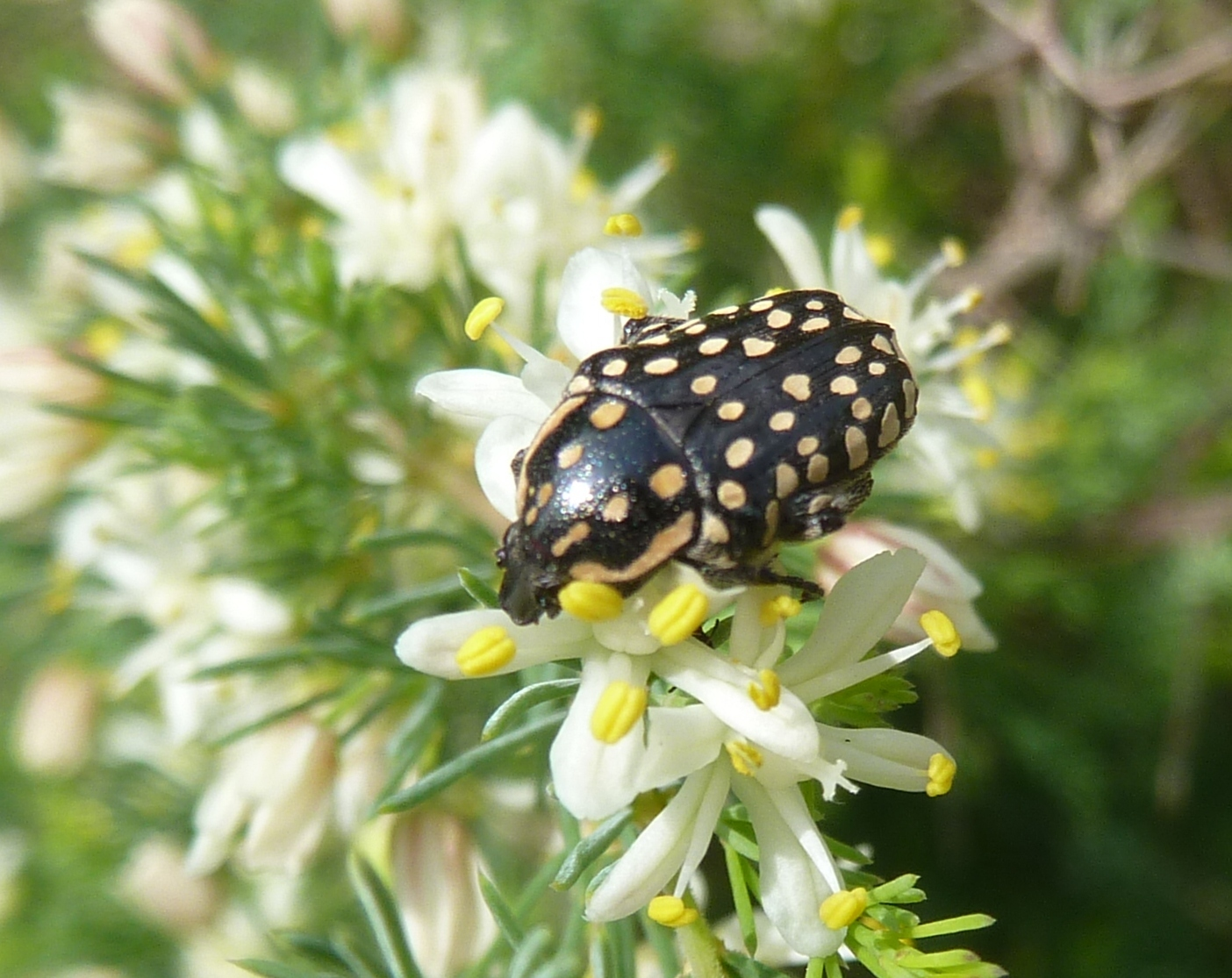
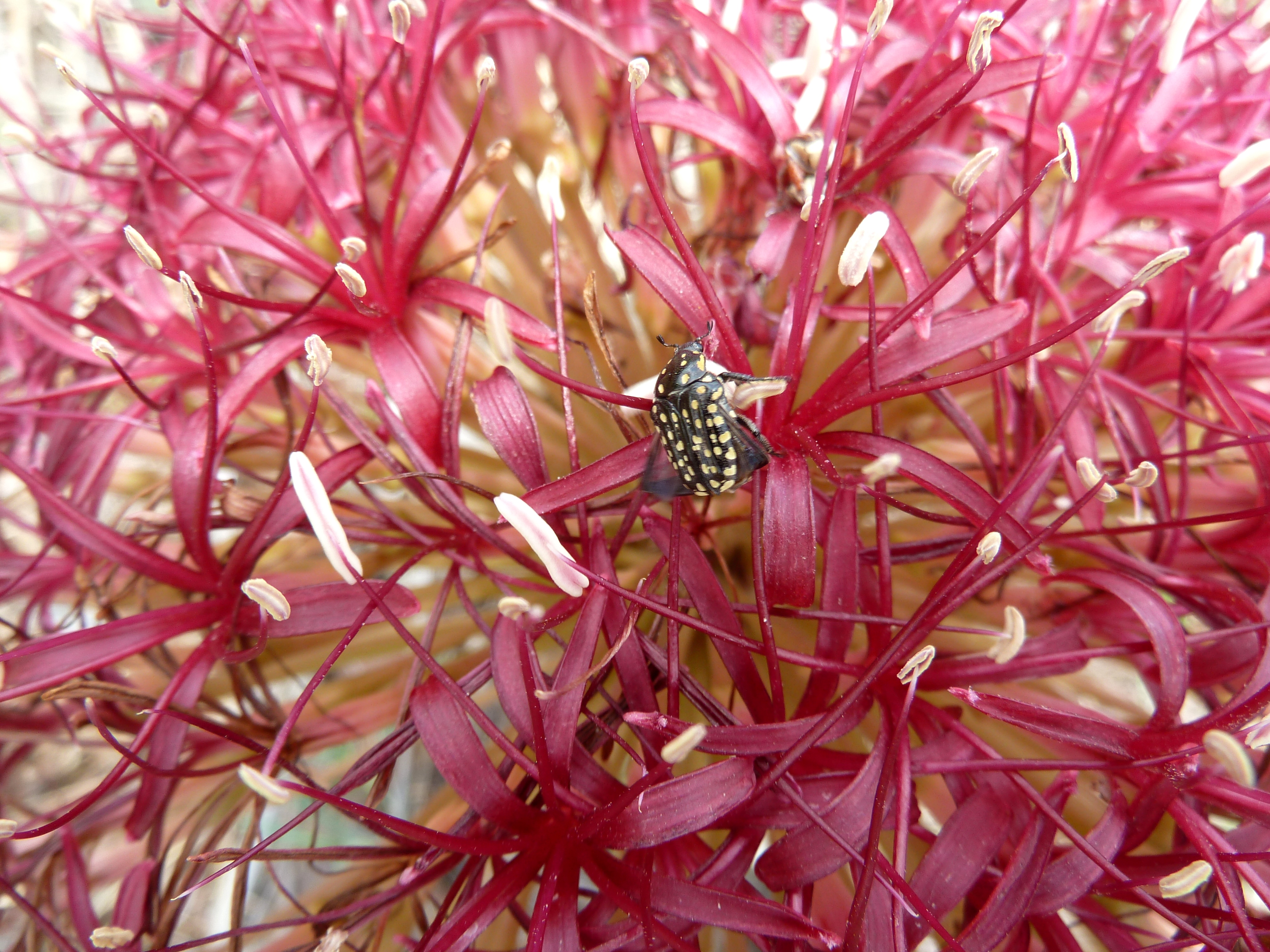
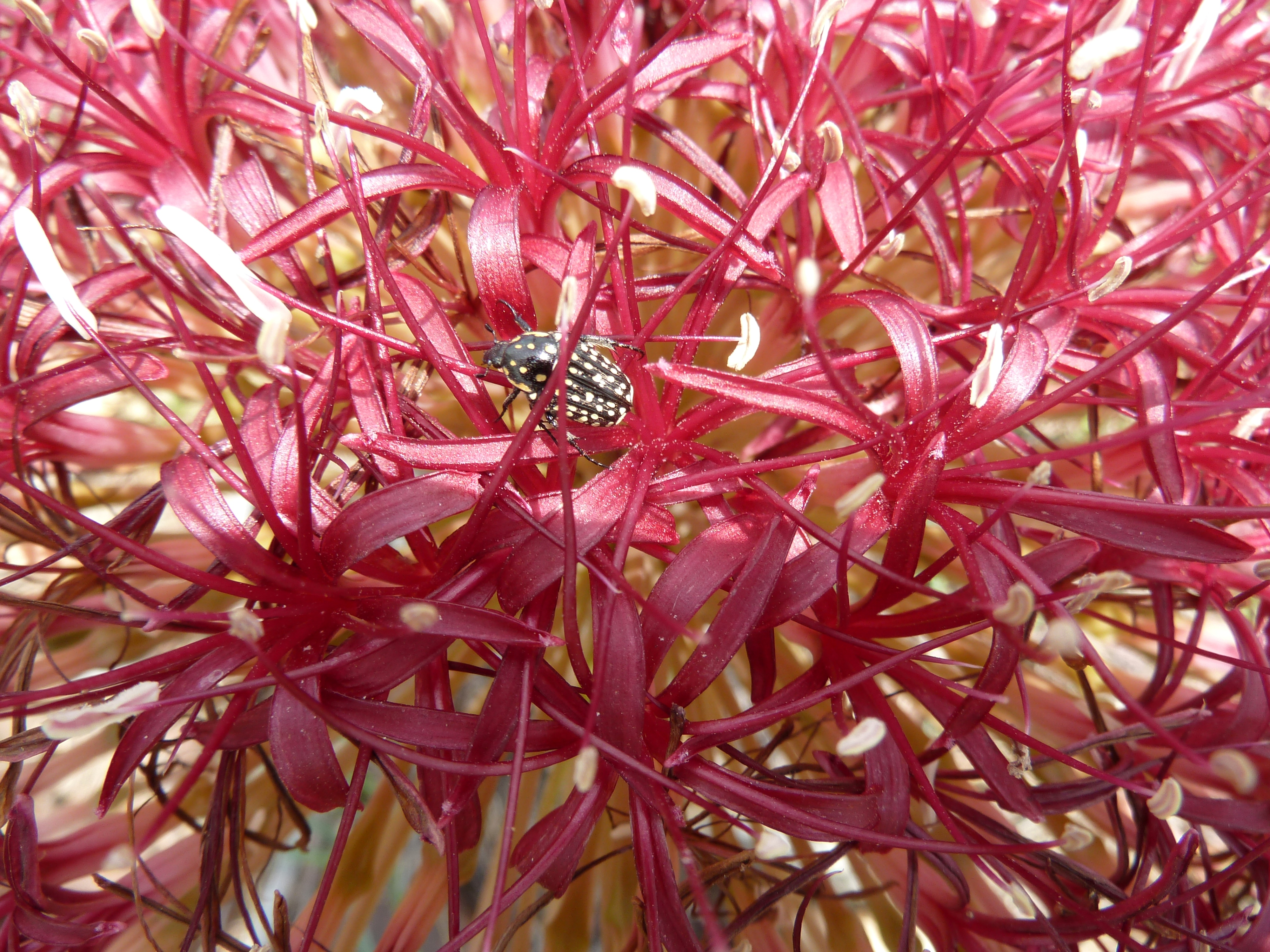